# Средний Ноныгерь
Средний Ноныгерь — деревня в Малмыжском районе Кировской области. Входит в состав Большекитякского сельского поселения. 

## География
Находится в правобережной части района на расстоянии примерно 18 километров по прямой на юг от районного центра города Малмыж.

## История
Известна с 1873 года, когда в ней было учтено дворов 15 и жителей 77, в 1905 году 17 и 102, в 1926 19 и 100 (все мари) соответственно. В 1950 году было 27 дворов и 99 жителей. В 1989 году учтено 33 жителя.

## Население
Постоянное население составляло 53 человека (мари 98%) в 2002 году, 40 в 2010.